# Chrysocharis frigida
Chrysocharis frigida är en stekelart som beskrevs av Georg Baur och Christer Hansson 1997. Chrysocharis frigida ingår i släktet Chrysocharis och familjen finglanssteklar.
Artens utbredningsområde är:
- Italien.
- Norge.

Inga underarter finns listade i Catalogue of Life.